# Alice Coffin
Alice Coffin (Toulouse, Francia; 29 de abril de 1978) es una periodista, activista feminista lesbiana y política francesa. Desde el 28 de junio de 2020 es concejala del grupo ecologista París en Común – Ecología para París en el Consejo de París.

## Biografía
Tras estudiar filosofía en la Universidad Panthéon-Sorbona y ciencias políticas en el Instituto de estudios políticos de Burdeos, Alice Coffin se diplomó en el Centro de formación de periodistas en 2004 y empezó a trabajar como periodista en el diario 20 Minutes. En 2018 obtuvo una beca Fulbright con una estancia de 6 meses en Estados Unidos para investigar su proyecto The Negative Impact of Neutrality on LGBT issues in the French Media investigando el concepto de «neutralidad» francesa y a su impacto en la representación de las minorías.
Desde 2012 es profesora de periodismo en el Instituto católico de París. En 2013, fue cofundadora y es elegida copresidenta cofunda y está elegida copresidenta de la Asociación de las periodistas LGBT (AJL) y presenta la primera ceremonia de las Out d'or que destaca las iniciativas mediáticas sobre la causa LGBT.
Es igualmente miembro y cofundadora de la Conferencia Europea Lesbianas, forma parte del colectivo Les Dégommeuses, así como de Lesbianas de Interés General, primer fondo de dotación feminista y lesbiana, junto a Suzette Robichon y Élisabeth Lebovici, Asociación Francesa de Mujeres Periodistas. Desde 2010, es también activista en el colectivo feminista La Barba.
El 28 de junio de 2020, fue elegida consejera de París en la lista conjunta París en Común – Ecología para París en el Distrito XII de París.

## Controversias
A finales de julio lidera junto a Raphaëlle Rémy-Leleu el movimiento que lleva a la dimisión de Christophe Girard de su puesto de adjunto de Cultura en el Ayuntamiento de París, acusado de complacencia hacia el escritor pedófilo Gabriel Matzneff. Durante la reunión del Consejo de París del 24 de julio de 2020, mientras el prefecto de policía Didier Lallement rinde homenaje al antiguo adjunto y es aplaudido ampliamente, Alice Coffin grita en plena sesión: «Vergüenza! Vergüenza! Vergüenza!» (La honte!, la honte!) antes de que le cortaran el sonido. Esta secuencia y la dimisión del adjunto Girad provocan tensiones al seno de la alianza de izquierda en el Consejo de París. Anne Hidalgo anuncia su voluntad de denunciar ante la justicia por las « graves injurias públicas» durante una manifestación en la que califica al Ayuntamiento de París de «Pédoland» y considera a ambas electas a partir de ese momento como fuera de la mayoría municipal.
Tras la polémica por Christophe Girard y la manifestación de protesta, Coffin sufrió ciberacoso y recibió insultos de odio y lesbofobia y tuvo recibir protección especial de la policía. En apoyo a la política activista, en Twitter se lanzó en hashtag #JeSoutiensAliceCoffin en el que participó entre otros el jefe de filas de los Verdes de París David Belliard.
Varios medios de comunicación recordaron entonces que en 2018, en RT Francia, Coffin declaró durante un debate  que «no tener un marido me expone sobre todo a no ser violada, no ser asesinada, no ser golpeada» ( ne pas avoir un mari, ça m'expose plutôt à ne pas être violée, ne pas être tuée, ne pas être tabassée),.   Ante las críticas recibió también apoyos. La cineasta Rokhaya Diallo señaló que estadísticamente Coffin tenía razón, si no compartes la vida cotidiana con un hombre, tienes menos riesgo de exponerte a la violencia sexista.
En noviembre de 2019, declara en la revista Nacional Geographic  « Sed exigentes, convertiros en lesbianas ! O, al menos, aprended a pasar de la mirada de los hombres ».
El 27 de julio de 2020, en su editorial, Dominique Nora, directora de L'Obs, estima que la « radicalidad » de sus propósitos polémicos y de sus reivindicaciones genera el «descrédito» del combate feminista y ecologista.
El 16 de agosto de 2019 un hombre acusa a Christophe Girard de haberle forzado a tener relaciones sexuales "una veintena de veces" cuando era menor. El New York Times publica la información, Girard niega la acusación. La fiscalía de París anunció el 18 de agosto la apertura de una investigación sobre el caso.